# Amlwch

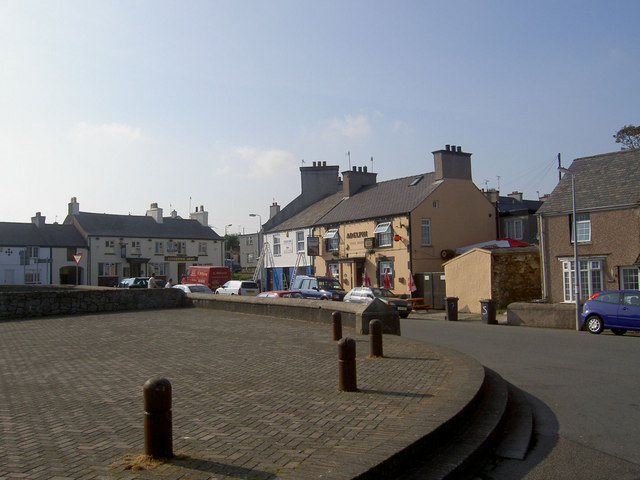
Centrala Amlwch, 2007.

Amlwch är den nordligast belägna orten i Wales, beläget på ön Anglesey, i kommunen Isle of Anglesey. Orten är centralort i Amlwch community i vilken även de mindre orterna Amlwch Port, Burwen, Pentrefelin och Porthllechog/Bull Bay ingår. Befolkningen i orten uppgick till 3 211 invånare vid folkräkningen 2011.
Amlwch växte upp under 1700-talet runt världens största koppargruva nära Parysbergen på den tiden. Under slutet av 1700-talet hade staden runt 10 000 och var då den näst största staden i Wales, efter Merthyr Tydfil. Det var på denna tiden hamnen också byggdes ut för att klara av större skepp som behövde transportera koppar.
När kopparbrytningen började minska under mitten av 1850-talet blev skeppsbyggning stadens huvudindustri och många människor blev också anställda inom skeppsrenovering och andra sjögående industrier. Efter nedstängningen av koppargruvan återstod några kemiska industrier i staden. År 1953 klarade en industri av att ta ut brom från vattnet för att använda det i bensinmotorer, något som dock stängdes år 2004.

## Kända personer födda i Amlwch
- Andy Whitfield (1974–2011), skådespelare